# Liste des archevêques de Nairobi
Liste des archevêques de Nairobi
(Archidioecesis Nairobiensis)

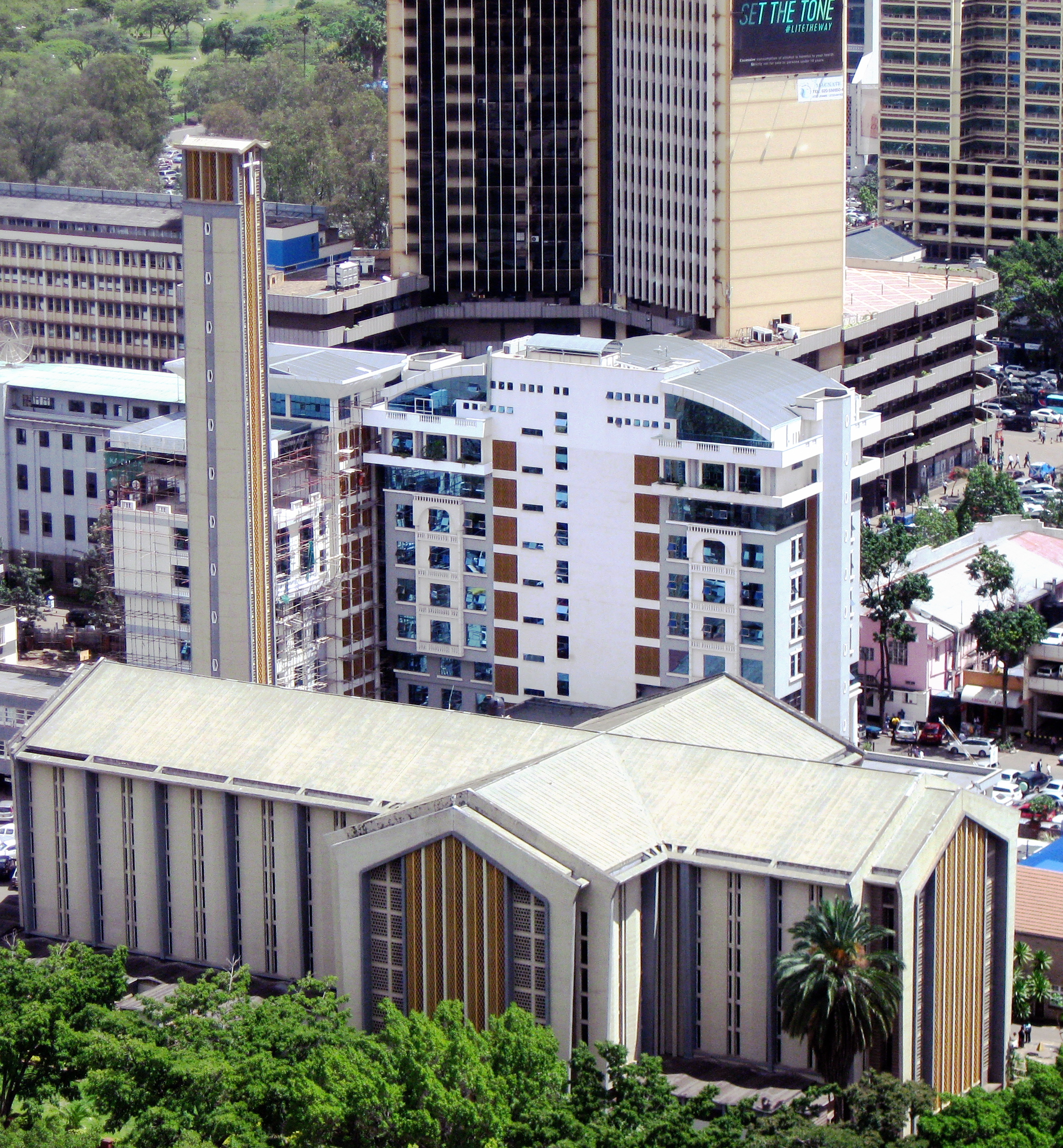
Cathédrale de la Sainte-Famille de Nairobi.

La préfecture apostolique de Zanguebar est créée le 26 février 1860, par détachement du diocèse de Saint-Denis de La Réunion.
Elle est érigée en vicariat apostolique le 23 novembre 1883.
Ce dernier change de dénomination le 21 décembre 1906 pour devenir le vicariat apostolique de Zanzibar.
Il est érigé en archidiocèse et change à nouveau de dénomination le 25 mars 1953 pour devenir l'archidiocèse de Nairobi.

## Préfets apostoliques[1]
- 26 février 1860-† 10 juillet 1871 : Amand-René Maupoint, préfet apostolique de Zanguebar (également évêque de Saint-Denis de La Réunion). 
  - 26 février 1860-? 1868 : aucun vice-préfet
  - ? 1868-? 1871 : Antoine Horner, vice-préfet apostolique de Zanguebar. Présent sur place depuis juin 1863, c'est lui qui de fait dirige la préfecture apostolique.
- 9 septembre 1871-† 1er mars 1881 : Ignace Schwindenhammer C.S.Sp, préfet apostolique de Zanguebar (également supérieur des Spiritains).
  - ? 1871-? 1877 : Antoine Horner C.S.Sp, toujours vice-préfet apostolique de Zanguebar. Déchargé de cette fonction, il meurt à Cannes, en France, en 1880.
  - ? 1877-? 1880 : aucun vice-préfet
  - ? 1880-1er mars 1881 : Edmond Baur (Edmond Martin Baur) C.S.Sp, vice-préfet apostolique de Zanguebar. Présent sur place, c'est lui qui de fait dirige la préfecture apostolique.
- 1er mars 1881-23 novembre 1883 : siège vacant
  - 1er mars 1881-23 novembre 1883 : Edmond Baur (Edmond Martin Baur) C.S.Sp, toujours vice-préfet apostolique de Zanguebar. Après l'érection du vicariat apostolique le 23 novembre 1883, Edmond Baur C.S.Sp garde son titre de vice-préfet apostolique jusqu'à sa mort le 29 novembre 1913.

## Sont vicaires apostoliques
- 27 octobre 1883-27 novembre 1896 : Jean Ier Le Bas de Courmont C.S.Sp (Jean Marie Raoul Le Bas de Courmont), vicaire apostolique de Zanguebar.
- 17 février 1897-3 avril 1913 : Émile Allgeyer C.S.Sp (Émile Auguste Allgeyer), vicaire apostolique de Zanguebar, puis de Zanzibar (21 décembre 1906).
- 1er septembre 1913-8 mars 1930 : John II Neville C.S.Sp (John Gerald Neville), vicaire apostolique de Zanzibar.
- 8 mars 1930-15 mars 1932 : siège vacant
- 15 mars 1932-7 juin 1945 : John III Heffernan C.S.Sp, vicaire apostolique de Zanzibar.
- 7 juin 1945-11 juillet 1946 : siège vacant
- 11 juillet 1946-25 mars 1953 : John IV McCarthy C.S.Sp (John Joseph McCarthy), vicaire apostolique de Zanzibar.

## Sont archevêques
- 25 mars 1953-24 octobre 1971 : John IV McCarthy C.S.Sp. (John Joseph McCarthy), promu archevêque de Nairobi.
- 24 octobre 1971-21 avril 1997 : cardinal (5 mars 1973) Maurice Otunga (Maurice Michaël Otunga)
- 21 avril 1997-6 octobre 2007 : Raphaël Ndingi Mwana’a Nzeki (Raphaël S. Ndingi Mwana’a Nzeki)
- 6 octobre 2007-4 janvier 2021 : cardinal (24 novembre 2007) John V Njue
- depuis le 28 octobre 2021 : Philip Anyolo

## Galerie de portraits

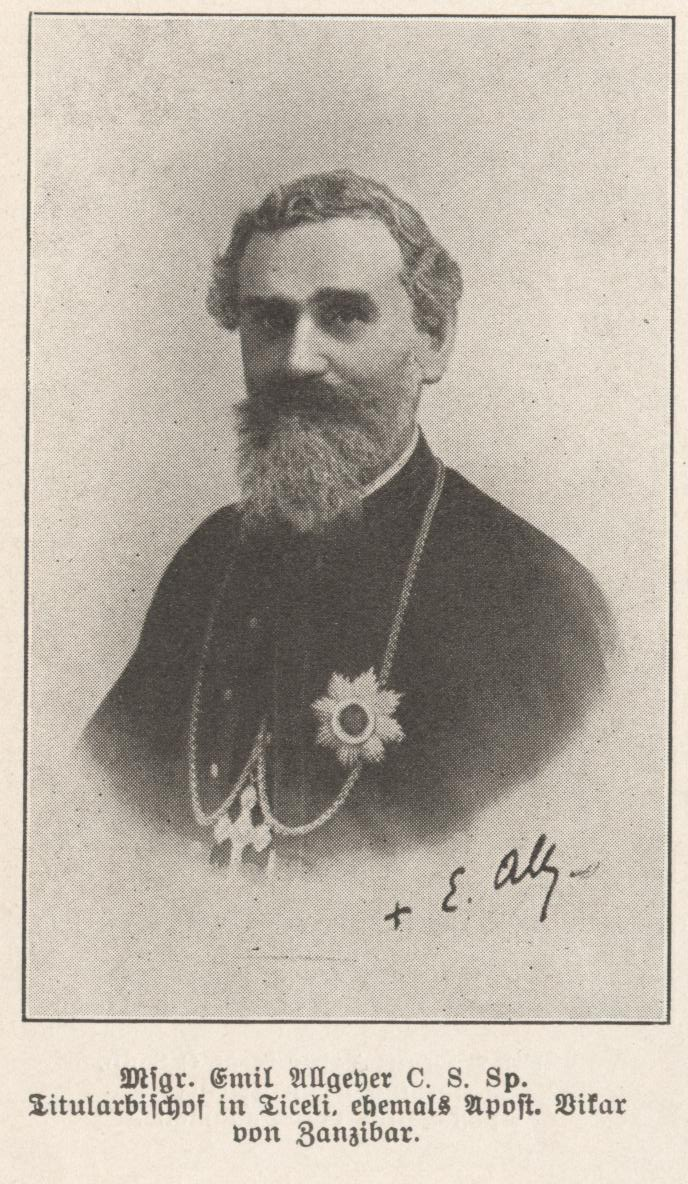
Émile Allgeyer (1897-1913)
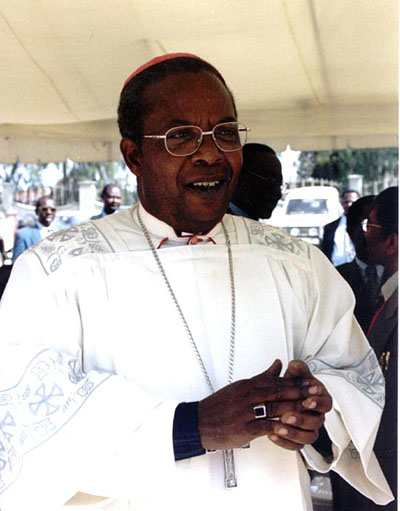
John V Njue (2007-2021)